# Error de concepto
Un error de concepto es el resultante de aplicar procedimientos, esquemas conceptuales, algoritmos o reglas que no pueden aplicarse a un problema concreto por no cumplirse las condiciones necesarias mínimas bajo las cuales los procedimientos aplicados conducen a una respuesta con sentido.
Igualmente es un error de concepto aplicar una categoría abstracta a un objeto de estudio en el que dicha categoría no es aplicable o no es definible con la precisión necesaria.
Es una forma de referirse al desconocimiento o ignorancia en cualquier asunto en el que se obtuvo un resultado erróneo. Si el ingeniero utilizó una ecuación y método equivocados en un problema que supera su competencia, ha cometido un error de concepto, no sabe, no domina el cálculo en ese asunto. 

## Error
Es la idea, opinión o expresión que una persona considera correcta pero que en realidad es falsa o desacertada. Es una acción que no sigue lo que es correcto, acertado o verdadero. En matemáticas es la diferencia entre un valor estimado y el valor real de una cantidad. 

## Conceptos
```
«son las unidades más básicas de toda forma de conocimiento humano»;
[
1
]
```